# Veseli večer točaja bogov
Veseli večer točaja bogov je groteskna trodejanka Rudolfa Golouha. Izšla je leta 1966 v Mariboru pri založbi Obzorja. Kot okvir dramskega dogajanja stoji Ivanov problem, kje najti ali kako napisati igro, ki bi jo njegova igralska skupina predstavila za občinski praznik. 

## Osebe
- Ana
- Ivan, režiser
- Peter, Blaž, Bonifacij, Nikodem, igralci

Pila, profesor klasične filologije
2 moža
2 ženi
3 plesalke
4 spremljevalci

## Vsebina

### 1. dejanje
Ivan Hoče najti igro, ki bi jo njegova igralska skupina morala zaigrati na občinskem prazniku, pa nikakor ne najde nič primernega. S sodelavci se zato odločijo, da bodo igro napisali kar sami. Ker se jim uprizarjanje resničnega življenja zdi dolgočasno, Pila predlaga, da nja uprizorijo njihovo notranje življenje; vsak izmed njih naj pove svojo največjo željo. Podali so zelo različne želje: Blaž bi najraje bil Gimbrinus, to je točaj bogov, da bi lahko neprestano jedel in pil, Bonifacij bi se boril za boljšo usodo oslov, Peter, ki je bil nekoč klovn in čarodej ter je svojim vsak večer pričaral izpolnitev želja, si isto zaželi tudi zdaj; če si želijo videti svet razigran in zadovoljen, se bo to ta večer zgodilo.

### 2. dejanje
Posvetovanje in govorjenje o tem, kaj bodo igrali, še kar poteka.

### 3. dejanje
Ivan se zelo boji, da bi Blaž kot požrešni točaj bogov skupino spravil ob ves denar, toda Peter ga potolaži, da je za zaključno pogostitev zastavil ves izkupiček, ljudi pa je ogromno, še vstopnic zmanjkuje. Blaž uživa v svojem dnevu: veličastno sedi na sodu, Ivan pa mu predstavlja njegove bivše kolege. A ljudstvo je zavistno in nevoščljivo, zahteva njegovo glavo, saj je sam jedel in pil, torej naj sam plača! Peter se postavi na njegovo stran in je njegov zagovornik. Ljudi sprašuje zakaj jih skrbi točajev trebuh bolj kot lastni. Če si on privošči, naj si tudi oni, saj so si to venomer želeli - kako, je pa Petrova skrb. Združili so navidezno z resničnim, da bi lahko vsaj en večer, za vse in vsak dan zgodilo, kar se še nikoli ni: vsi ljudje bi enaki sedeli za eno mizo in se vsi imeli enako dobro. Na Petrov zamah roke se prikaže bogato obložena miza, godba zaigra, plesalke zaplešejo. Vsi gostje sedejo za mizo in veselo nazdravljajo.